# Jozef Makúch
Jozef Makúch (* 26. August 1953 in Podhájska im Verwaltungsgebiet Okres Nové Zámky) ist ein slowakischer Finanzwissenschaftler. Er war von 2010 bis 2019 Gouverneur der Slowakischen Nationalbank.

## Leben
Makúch beendete 1976 sein Volkswirtschaftsstudium an der Wirtschaftsuniversität in Bratislava und war anschließend an der Tschechoslowakischen Staatsbank als Darlehensinspektor beschäftigt. Nach einem Aufbaustudium im Jahr 1985  wurde er 1989 zum Associate Professor am Department of Finance der Fakultät für Volkswirtschaft der Wirtschaftsuniversität in Bratislava ernannt. Dort  arbeitete er dann als Dekan von 1991 bis 1994. Von Januar 1993 bis Dezember 1996 war er als Mitglied des Bankrats der Národná banka Slovenska (Nationalbank der Slowakei, NBS). Im Februar 1994 übernahm er die Position des Executive Director des Forschungszentrums der NBS. Im November 2000 wurde Makúch Vorsitzender der Finanzmarktaufsicht (Financial Market Authority; FMA) und von April 2002 bis Dezember 2005 war er als Vorsitzender des Board of Directors (Verwaltungsrat) der FMA bestellt. Makúch ist verheiratet und hat drei Kinder.

## Wirken
Am 12. Januar 2010 wurde Makúch vom slowakischen Staatspräsidenten Ivan Gašparovič zum Gouverneur der Nationalbank der Slowakei ernannt und trat damit die Nachfolge von Ivan Šramko an, in dessen Amtszeit die Slowakei 2009 der Eurozone beigetreten war. Gleichzeitig nahm er mit der Wahl auch den slowakischen Sitz im Rat der Europäischen Zentralbank ein. Die Entscheidung für Makúch kam insofern überraschend, da das slowakische Parlament auf Antrag der Regierung wenige Monate zuvor das Nationalbankgesetz geändert hatte und so der Eindruck entstanden war, die Regierung wolle Šramko im Amt behalten. Nach der Gesetzesänderung wäre eine weitere Amtszeit Šramkos möglich gewesen.